# Jerry Finn
Jerry Finn, född 31 mars 1969, död 21 augusti 2008 i Los Angeles, Kalifornien, var en amerikansk musikproducent.
Finn arbetade med album till bland andra AFI, blink-182, Alkaline Trio, MxPx, Rancid, Green Day, The Offspring och Morrissey.
Han avled 2008 efter mer än en månad i koma på grund av en hjärnblödning.

## Diskografi

### Album
- Green Day - Dookie (1994) (endast mixning)
- Pennywise - About Time (1995)
- Rancid - ...And Out Come the Wolves (1995)
- The Daredevils - Hate You (1996)
- Fastball - Make Your Mama Proud (1996)
- Smoking Popes - Destination Failure (1997)
- Rancid - Life Won't Wait (1998) (mixed only)
- Superdrag - Head Trip in Every Key (1998)
- blink-182 - Enema of the State (1999)
- Fenix*TX - Fenix*TX (1999)
- blink-182 - The Mark, Tom, And Travis Show: The Enema Strikes Back (2000)
- The Marvelous 3 - ReadySexGo! (2000)
- MxPx - The Ever Passing Moment (2000)
- blink-182 - Take Off Your Pants And Jacket (2001)
- Fenix*TX - Lechuza (2001)
- Sum 41 - All Killer No Filler (2001)
- Green Day - International Superhits! (2001) (co-produced)
- Bad Religion - The Process of Belief (2002) (mixed only)
- Box Car Racer - Box Car Racer (2002)
- MxPx - Ten Years and Running (2002)
- Sparta - Wiretap Scars  (2002)
- AFI - Sing the Sorrow (2003) (co-produced)
- Alkaline Trio - Good Mourning (2003) (mixed only)
- blink-182 - selftitled (2003)
- Vendetta Red - Between the Never and the Now (2003)
- Marjorie Fair - Self Help Serenade (2004)
- Morrissey - You Are the Quarry (2004)
- Alkaline Trio - Crimson (2005)
- The Offspring - Greatest Hits (2005)
- blink-182 - Greatest Hits (2005)
- AFI - Decemberunderground (2006)
- +44 - When Your Heart Stops Beating (2006) (samproducent och mixning)
- Tiger Army - Music from Regions Beyond (2007)
- Eisley - Room Noises
- Morrissey - Years of Refusal (2009)